# San-Gavino-di-Tenda
San-Gavino-di-Tenda település Franciaországban, Haute-Corse megyében. Lakosainak száma 58 fő (2022. január 1.). San-Gavino-di-Tenda Santo-Pietro-di-Tenda, Sorio, Lama, Palasca, Piève és Urtaca községekkel határos.

## Népesség
A település népessége az elmúlt években az alábbi módon változott:
| Lakosok száma | 97   | 70   | 47   | 50   | 54   | 73   | 66   | 57   | 57   | 58   |
|               | 1968 | 1982 | 1990 | 2006 | 2011 | 2016 | 2017 | 2019 | 2020 | 2022 |